# Acacia ataxacantha
Acacia ataxacantha és una espècie botànica de la família de les lleguminoses.

## Distribució i hàbitat

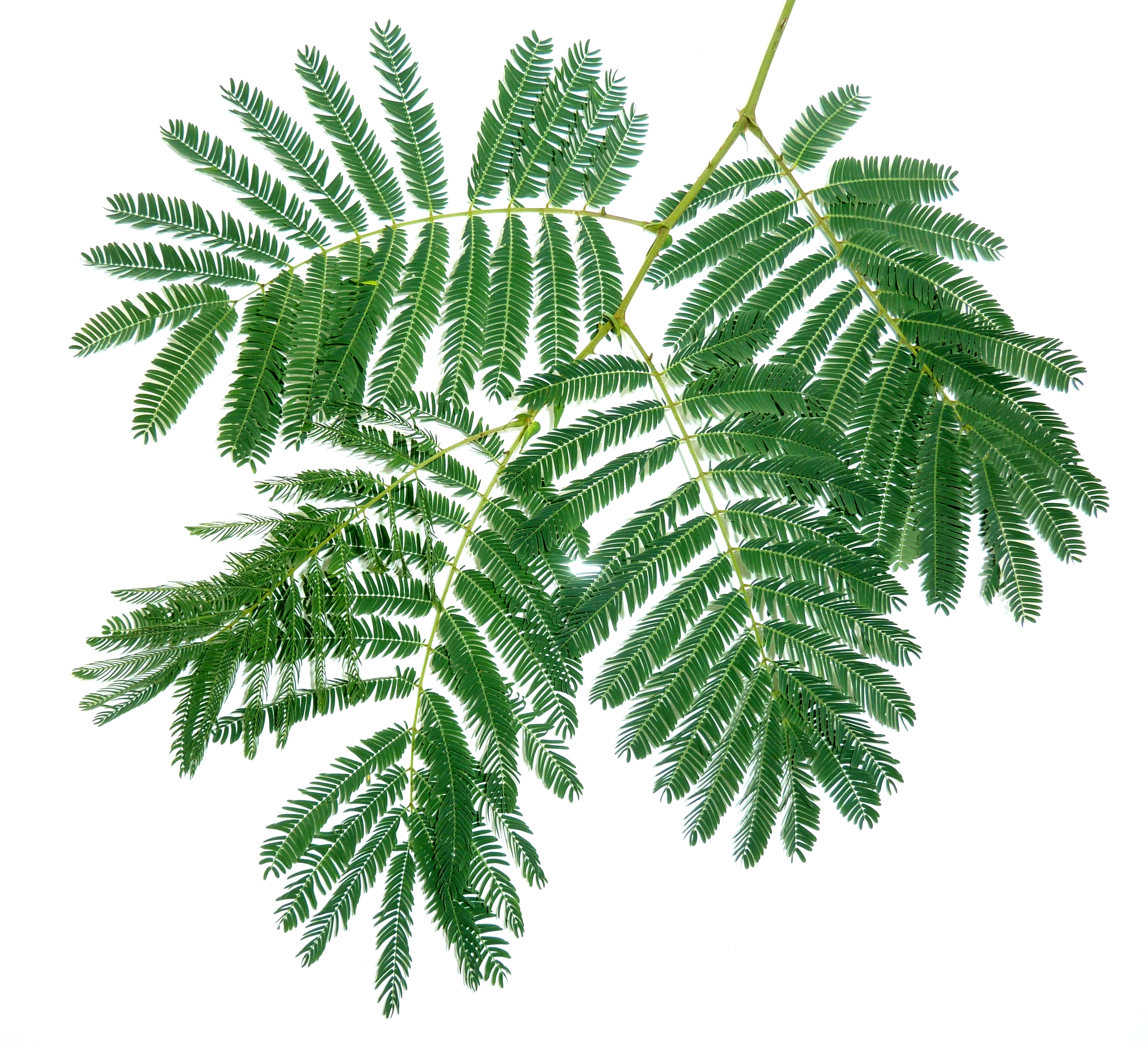
Fulles

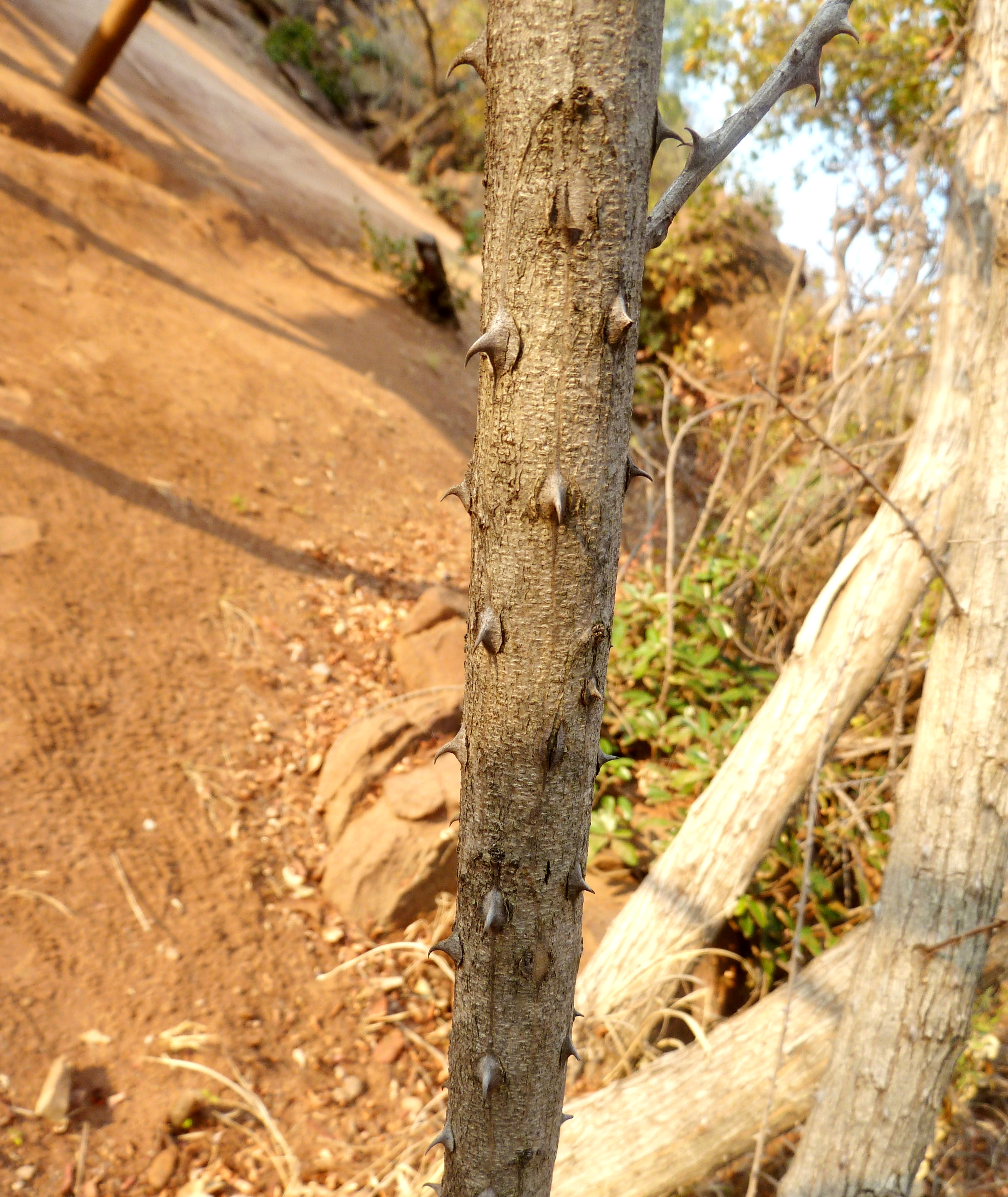
Tronc

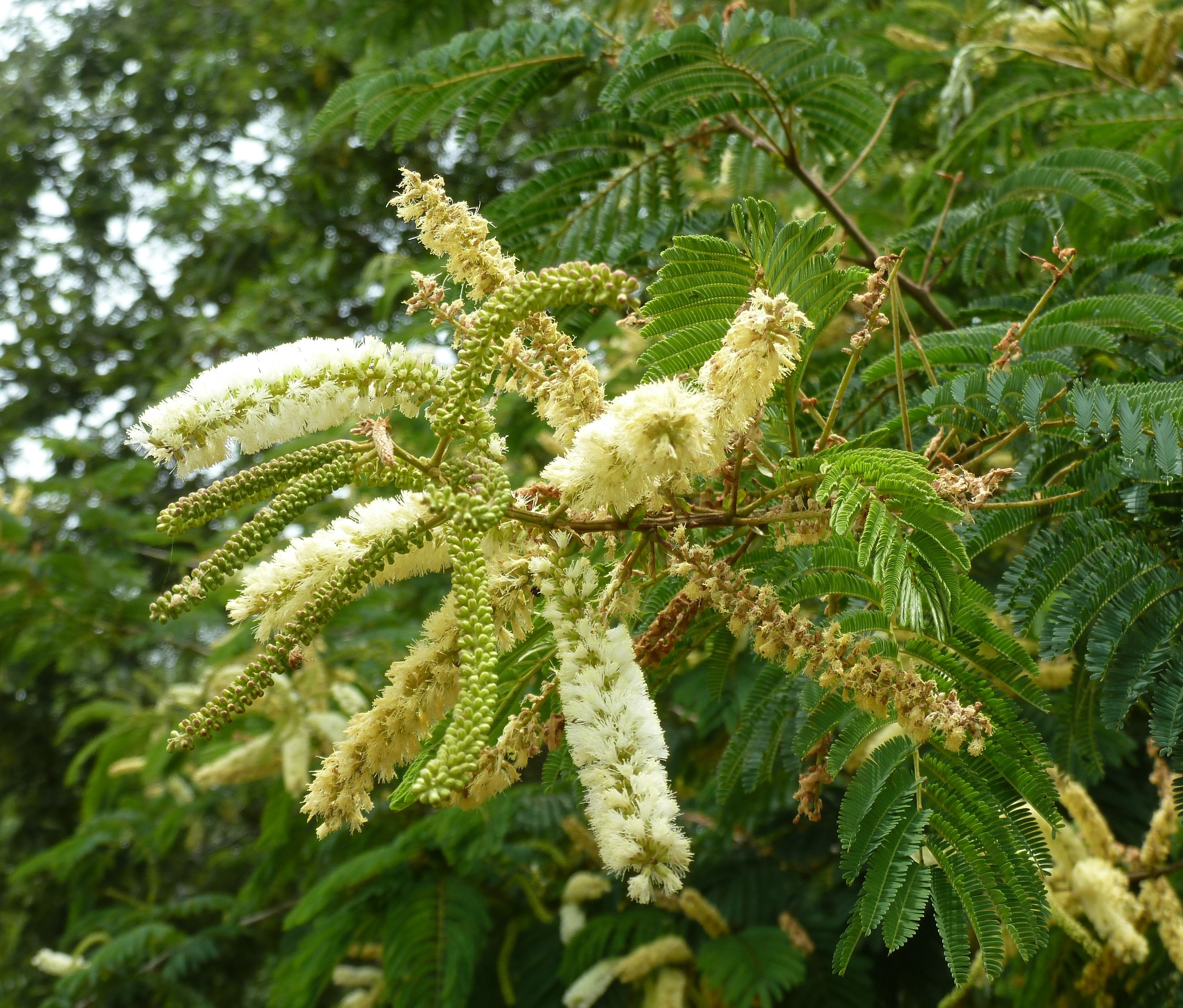
Flors

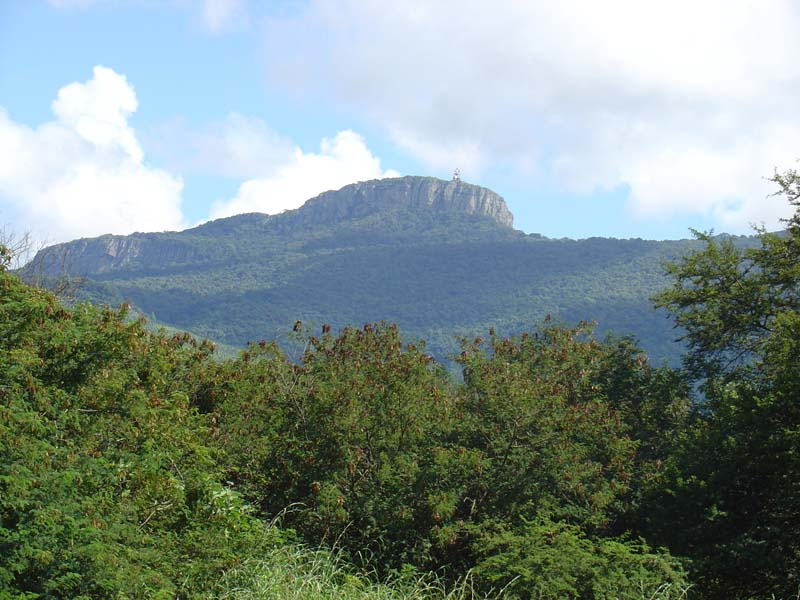
Al seu hàbitat

És un arbre subtropical que es produeix a Àfrica des del Senegal a l'oest del Sudan al nord-est, s'estén cap al sud a Namíbia i Sud-àfrica, i es pot trobar a través de gran part de l'antiga província de Transvaal, KwaZulu-Natal i Eswatini. A les zones més seques sol limitar-se als cursos d'aigua i barrancs, però a zones de major precipitació pot ser trobat com un component normal del component arbustiu dels boscos o fins i tot al marge d'aquests.

## Descripció
És un petit arbre o arbust amb moltes tiges desordenades que arriben fins als 3-5 m d'alçada, sovint enredats. Ocasionalment forma un petit arbre amb un diàmetre de tija de fins a 20-30 cm de diàmetre. L'escorça és grisenca, a vegades amb un tint marró, i està clivellada longitudinalment, sovint amb una gran descamació. Les tiges joves són bastant suaus amb estries longitudinals amb espines de fins a 8 mm recorrent-les. També es troben petites espines a la part inferior de l'axis de la fulla. El fullatge generalment és de color verd fosc i bastant dens. El pecíol és pelut i té una glàndula distintiva.
Les flors de color groc cremós neixen en raïm com espigues als extrems de les branques. són perfumades i són un espectacle atractiu a partir de mitjans d'estiu fins al començament de la tardor (gener-abril).
Potser la característica més cridanera d'aquesta planta és la del color vermell profund a vermell púrpura de les beines que creixen en raïms. Les beines són planes, semitransparents de fins a 85 mm de longitud, disminuint dràsticament en ambdós extrems. Les beines contenen normalment 6-8 llavors que són de color verd oliva a marró i aplanades.

## Usos
S'usa en jardineria com a planta ornamental. Les seves arrels s'usen cistelleria i han estat també usades tradicionalment per a fer llargues pipes.
A algunes parts del nord de Zimbàbue es va plantar com una barrera eficaç al llarg de les línies de drenatge durant la Guerra de l'alliberació, on encara hi persisteix.
S'usa en la medicina tradicional per a tractar l'estrenyiment i dolors abdominals, i també per a protegir els lactants a partir de la bruixeria.

## Taxonomia
Acacia ataxacantha va ser descrita per Augustin Pyrame de Candolle i publicada a Prodromus Systematis Naturalis Regni Vegetabilis 2: 459. 1825.

### Etimologia
- Acacia: nom genèric derivat del grec ακακία (akakia), que va ser atorgat pel botànic grec Dioscòrides (A.C. 90-40) per l'arbre medicinal A. nilotica al seu llibre De Materia Medica.[4] El nom deriva de la paraula grega ακις (akis, "espines").[5]
- ataxacantha: epítet que deriva de les paraules gregues taxis, que vol dir "acord" i akantha, que vol dir "espines", en referència a la dispersió de moltes espines a les tiges i brots.

#### Sinonímia
- Acacia eriadenia Benth.
- Acacia lugardiae N. E. Br.[6]